# Rokci (Ivanjica)
Pour les articles homonymes, voir Rokci.
Rokci (en serbe cyrillique : Рокци) est un village de Serbie situé dans la municipalité d’Ivanjica, district de Moravica. Au recensement de 2011, il comptait 412 habitants.

## Démographie
| 1948 | 1953 | 1961 | 1971 | 1981 | 1991 | 2002 | 2011 |
| ---- | ---- | ---- | ---- | ---- | ---- | ---- | ---- |
| 770  | 803  | 850  | 744  | 653  | 550  | 480  | 412  |

|  |